# Maj Lundgren
Maj Märta Anna Lundgren, född den 28 februari 2000 i Stockholm, är en svensk författare.
När Maj Lundgren gick i femte klass vann hon skolans "nobelpris i litteratur" efter en skrivartävling på temat Alfred Nobel. Det ledde till att hon började skriva mer på egen hand. I februari 2014  debuterade hon som Sveriges yngsta utgivna romanförfattare, 13 år gammal, med boken Hjärtat fortsätter att slå, om ungdomarna Jessica och Hugo som råkar mötas mitt i att båda går igenom sorg och förlust. Som 16-åring följde hon upp med sin andra roman Om du vill ja oxå, om en tonårsflickas sökande efter identitet, integritet och trygghet.